# 徳田留美
徳田 留美（とくだ るみ）は、日本気象協会所属の気象予報士。

## 略歴
静岡県浜松市出身、青山学院大学卒業。
東京都在住。
趣味は散歩。

## 仕事
ラジオ（文化放送、ニッポン放送、NHKラジオ）を中心に気象予報士として気象情報を担当中。
インターネットサイトtenki.jpの日直予報士。

### 現在
ラジオ：気象情報担当
- 文化放送
- ニッポン放送
- NHKラジオ